# Нисида, Тосиюки
Тосиюки Нисида (яп. 西田 敏行, 4 ноября 1947, Корияма, Фукусима — 17 октября 2024, Сэтагая) — японский актёр театра, кино и телевидения, а также певец. Восьмикратный номинант (в 1982, 1985, 1987, 1997, 2003, 2004 и по двум категориям в 1993 году) и трёхкратный лауреат премии Японской киноакадемии (в 1989, 1994 и 2010 годах). Президент Японского союза актёров (2009—2024), в последние годы — вице-председатель оргкомитета Премии Японской киноакадемии и ведущий её церемоний награждения.

## Биография и карьера
Родился в Корияме в префектуре Фукусима. В 5-летнем возрасте потерял отца и воспитывался впоследствии в семье тёти.
Ещё при жизни отца, большого поклонника фильмов тямбара, неоднократно посещал кино и вынес оттуда мечту попасть на экран или сцену. Интерес мальчика к исполнительскому искусству продолжился во время обучения в младшей и средней школе, однако он не имел там возможности его развивать из-за разделения «принятых» внеклассных занятий по полам — школьный драмкружок включал только девочек, в то время как мальчики должны были заниматься спортом. Кроме того, на этом этапе Тосиюки обратил внимание, что персонажи фильмов общаются «по-токийски», и обеспокоился шансами войти туда, говоря на фукусимском диалекте. Окончив среднюю школу, подросток убедил родню отправить его для окончания школьного образования в старшую школу Накано при Университете Мэйдзи в Токио, где было аналогичное разделение внеклассных занятий, однако он сумел участвовать в постановках, по крайней мере, в качестве статиста.
Окончив школу, в 1966 году Тосиюки Нисида поступил на сельскохозяйственный факультет Университета Мэйдзи, одновременно занимаясь на вечерних курсах Японской академии исполнительского искусства (日本演技アカデミ). В том же году он ушёл из университета и перевёлся с вечернего на дневной курс академии, закончив его в 1967. Попытка Нисиды вместе с однокашниками работать в собственной труппе «Театр 67» (『シアター67』) закончилась неудачей, однако том же году Нисида дебютирует на телевидении в шоу Atsumi Kiyoshi no naite tamaru ka телекомпании TBS. В 1968—1970 годах он повышает свою квалификацию на курсах театральной компании Seinenza, а в октябре 1971 года впервые появляется на сцене в ведущей роли в постановке Сэйити Ясиро «Sharaku kō» и получает положительные отзывы.
Продолжая сниматься на телевидении, c 1974 года Нисида регулярно занят в сериалах различных телекомпаний, сеттингов (от японского средневековья до современности) и жанров (от драмы до комедии). Спектр сыгранных им исторических персонажей включает царедворцев, полководцев, самураев, купцов/бизнесменов, спортсменов и журналистов — Ходзё Ёситоки, Яритомо Ямагату, Тоётоми Хидэёси, Ямамото Кансукэ, Сайго Такамори, нескольких сёгунов династии Токугава (включая её основателя Иэясу), Сайго Таномо, Сибусаву Эйити, Каяно Гомбэя, Сайто Досана, Кацу Кайсю, Дои Тосикацу, Кинокунию Бундзаэмона, Сэйдзи Сабату и других.
В конце 1970-х годов актёр приобретает популярность не только в Японии, но и на западе исполнением одной из главных ролей Тё Хаккая (Чжу Бацзе, Пигси в англоязычном дубляже) в первом сезоне комедийно-героического телеcериала «Путешествие на Запад» (1978—1979) Nippon TV, приобретшего в некоторых странах (особенно Австралии) культовый статус. Занятость в других проектах не позволила Нисиде продолжить во втором сезоне «Путешествия». Впоследствии актёр также сыграл роли в нескольких японско-американских картинах, включая комедии The Ramen Girl и The Magic Hour (2008), военно-историческую драму «Император», эксцентрическую ленту о музыкантах Maestro! и токусацу Love & Peace.
В Японии же Нисида остаётся наиболее известен по главной роли в начатой в 1988 и продолжавшейся вплоть до 2010 года серии комедийных фильмов (экранизации одноимённой манги) Tsuribaka Nisshi (англ.) (прибл. «Дневник чокнутого рыболова»).
За свою карьеру Нисида был удостоен 10 номинаций Премии Японской киноакадемии, выиграв две из них за лучшие мужские роли в фильмах «Дунхуань» (1988), Gakko и Tsuribaka Nisshi 6 (1993, по двум фильмам). Некоторые его роли были удостоены и других престижных японских кинопремий, включая «Голубую ленту», премии изданий «Майнити», «Хоти симбун» и Nikkan Sports.
Нисида был найден мёртвым в своём доме в Сэтагая, Токио, 17 октября 2024 года в возрасте 76 лет.

## Работы

### Фильмография в кино
Всего в фильмографии Тосиюки Нисиды более 90 киноработ, в разделе перечислены только отмеченные номинациями и наградами любых категорий, профессиональными рецензиями или другим вторичным авторитетным освещением. В самой таблице проставлены только премии и номинации, относящиеся к работе Нисиды (преимущественно в категориях «лучшая мужская роль» или «лучшая мужская роль второго плана»). При отсутствии статей о работах в разделе Википедии на русском языке, по возможности, даны ссылки с соответствующих названий на статьи в разделах на японском и/или английском языках.
| Год  | Русское название                                       | Оригинальное название                                     | Международное название                              | Роли                                 | Кинопремии/фестивали                                              | Результат |
| ---- | ------------------------------------------------------ | --------------------------------------------------------- | --------------------------------------------------- | ------------------------------------ | ----------------------------------------------------------------- | --------- |
| 1974 | Знамя в лохмотьях                                      | 襤褸の旗                                                  | The Tattered Banner                                 | Тадаёси Дзихэй[уточнить]             |                                                                   |           |
| 1974 | Окита Содзи: Последний мечник                          | 沖田総司                                                  |                                                     | Нагакура Симпати                     |                                                                   |           |
| 1977 | Баллада об Орин                                        | はなれ瞽女おりん                                          | Ballad of Orin                                      | Сукэтаро                             |                                                                   |           |
| 1979 |                                                        | 悪魔が来りて笛を吹く                                      |                                                     | Косукэ Киндаити                      |                                                                   |           |
| 1979 | Слепое пятно                                           | 白昼の死角                                                | Blind Spot Under the Sun / Killer in Broad Daylight | Нисида                               |                                                                   |           |
| 1979 | Человек, укравший солнце                               | 太陽を盗んだ男                                            | The Man Who Stole the Sun                           | коллектор задолженностей             |                                                                   |           |
| 1981 | Рисунки Хокусая                                        | 北斎漫画                                                  | Edo Porn / Hokusai Manga                            | Кёкутэй Бакин                        | Премия Японской киноакадемии за лучшую мужскую роль второго плана | Номинация |
| 1984 | Горизонт                                               | 地平線                                                    | The Horizon                                         | Ёсида                                |                                                                   |           |
| 1984 | Станция «Небеса»                                       | 天国の駅 Heaven Station                                   | Station to Heaven                                   | Кадзуо Тагава                        | Премия Японской киноакадемии за лучшую мужскую роль второго плана | Номинация |
| 1986 | История Наоми Уэмуры                                   | 植村直己物語                                              | Lost in the Wilderness                              | Наоми Уэмура                         | Премия Японской киноакадемии за лучшую мужскую роль               | Номинация |
| 1988 | Дуньхуан / Шёлковый путь                               | 敦煌                                                      | Dun-Huang / The Silk Road                           | Чжу Ванли                            | Премия Японской киноакадемии за лучшую мужскую роль               | Победа    |
| 1988 |                                                        | 釣りバカ日誌                                              | Tsuribaka Nisshi / Free and Easy                    | Хама-тян (Дэнсукэ Хамасаки)          |                                                                   |           |
| 1989 |                                                        | 釣りバカ日誌2                                             | Tsuribaka Nisshi 2                                  | Хама-тян                             |                                                                   |           |
| 1990 |                                                        | 釣りバカ日誌3                                             | Tsuribaka Nisshi 3                                  | Хама-тян                             |                                                                   |           |
| 1991 |                                                        | 釣りバカ日誌4                                             | Tsuribaka Nisshi 4                                  | Хама-тян                             |                                                                   |           |
| 1992 | Сны о России                                           | おろしや国酔夢譚                                          | Dreams of Russia                                    | штурман Ацудзо                       | Премия Японской киноакадемии за лучшую мужскую роль второго плана | Номинация |
| 1992 | Тяжкий грех в раю                                      | 天国の大罪                                                | Heavenly Sin                                        | Хуан Канху[уточнить]                 | Премия Японской киноакадемии за лучшую мужскую роль второго плана | Номинация |
| 1992 |                                                        | 寒椿                                                      |                                                     | Томита                               | Премия Японской киноакадемии за лучшую мужскую роль               | Номинация |
| 1992 |                                                        | 釣りバカ日誌5                                             | Tsuribaka Nisshi 5                                  | Хама-тян                             | Премия Японской киноакадемии за лучшую мужскую роль               | Номинация |
| 1993 | Школа                                                  | 学校                                                      | A Class to Remember                                 | Курои-сенсей                         | Премия Японской киноакадемии за лучшую мужскую роль               | Победа    |
| 1993 | Школа                                                  | 学校                                                      | A Class to Remember                                 | Курои-сенсей                         | Кинопремия Nikkan Sports за лучшую мужскую роль                   | Победа    |
| 1993 |                                                        | 釣りバカ日誌6                                             | Tsuribaka Nisshi 6                                  | Хама-тян                             | Премия Японской киноакадемии за лучшую мужскую роль               | Победа    |
| 1993 | Кинопремия Nikkan Sports за лучшую мужскую роль        | 釣りバカ日誌6                                             | Tsuribaka Nisshi 6                                  | Хама-тян                             | Победа                                                            |           |
| 1994 |                                                        | 釣りバカ日誌スペシャル                                    | Tsuribaka Nisshi Special                            | Хама-тян                             |                                                                   |           |
| 1994 |                                                        | 釣りバカ日誌7                                             | Tsuribaka Nisshi 7                                  | Хама-тян                             |                                                                   |           |
| 1996 |                                                        | 釣りバカ日誌8                                             | Tsuribaka Nisshi 8                                  | Хама-тян                             |                                                                   |           |
| 1996 | Школа 2                                                | 学校II                                                    | A Class to Remember 2                               | Рюхэй Аояма                          | Премия Японской киноакадемии за лучшую мужскую роль               | Номинация |
| 1997 |                                                        | 釣りバカ日誌9                                             | Tsuribaka Nisshi 9                                  | Хама-тян                             |                                                                   |           |
| 1998 |                                                        | 釣りバカ日誌10                                            | Tsuribaka Nisshi 10                                 | Хама-тян                             |                                                                   |           |
| 1998 |                                                        | 花のお江戸の釣りバカ日誌                                  |                                                     | Хама-тян                             |                                                                   |           |
| 2000 |                                                        | 釣りバカ日誌イレブン                                      | Tsuribaka Nisshi Eleven                             | Хама-тян                             |                                                                   |           |
| 2001 |                                                        | 釣りバカ日誌12 史上最大の有給休暇                         | Free and Easy 12: Big Holiday Bonus Project         | Хама-тян                             |                                                                   |           |
| 2002 |                                                        | 陽はまた昇る                                              | Dawn of a New Day: The Man Behind VHS               | Юдзи Кагая                           | Премия Японской киноакадемии за лучшую мужскую роль               | Номинация |
| 2002 |                                                        | 釣りバカ日誌13 ハマちゃん危機一髪!                        |                                                     | Хама-тян                             |                                                                   |           |
| 2003 |                                                        | ゲロッパ!                                                 | Get Up!                                             | Юдзи Кагая                           | Премия Японской киноакадемии за лучшую мужскую роль               | Номинация |
| 2003 | Премия «Голубая лента» за лучшую мужскую роль          | ゲロッパ!                                                 | Get Up!                                             | Юдзи Кагая                           | Победа                                                            |           |
| 2003 | Премия «Хоти симбун» за лучшую мужскую роль            | ゲロッパ!                                                 | Get Up!                                             | Юдзи Кагая                           | Победа                                                            |           |
| 2003 | Кинопремия «Майнити» за лучшую мужскую роль            | ゲロッパ!                                                 | Get Up!                                             | Юдзи Кагая                           | Победа                                                            |           |
| 2003 |                                                        | 釣りバカ日誌14 お遍路大パニック!                          | Tsuribaka Nisshi 14                                 | Хама-тян                             | Премия «Голубая лента» за лучшую мужскую роль                     | Победа    |
| 2003 | Премия «Хоти симбун» за лучшую мужскую роль            | 釣りバカ日誌14 お遍路大パニック!                          | Tsuribaka Nisshi 14                                 | Хама-тян                             | Победа                                                            |           |
| 2003 | Кинопремия «Майнити» за лучшую мужскую роль            | 釣りバカ日誌14 お遍路大パニック!                          | Tsuribaka Nisshi 14                                 | Хама-тян                             | Победа                                                            |           |
| 2004 |                                                        | 半落ち                                                    | Half a Confession                                   | Канаэ Огуни                          |                                                                   |           |
| 2004 |                                                        | 釣りバカ日誌15 ハマちゃんに明日はない!?                   |                                                     | Хама-тян                             |                                                                   |           |
| 2005 |                                                        | 釣りバカ日誌16 浜崎は今日もダメだった♪♪                   |                                                     | Хама-тян                             |                                                                   |           |
| 2006 |                                                        | THE 有頂天ホテル                                          | Suite Dreams / The Wow-Choten Hotel                 | Дзэмбу Токугава                      |                                                                   |           |
| 2006 |                                                        | 釣りバカ日誌17 あとは能登なれハマとなれ!                  |                                                     | Хама-тян                             |                                                                   |           |
| 2007 | Китаро                                                 | ゲゲゲの鬼太郎                                            | Kitaro                                              | Ванюдо                               |                                                                   |           |
| 2007 |                                                        | 憑神                                                      | The Haunted Samurai                                 | Исэя (бог бедности)                  |                                                                   |           |
| 2007 | Сукияки Вестерн Джанго                                 | スキヤキ・ウエスタン ジャンゴ                             | Sukiyaki Western Django                             | Пириперо                             |                                                                   |           |
| 2007 |                                                        | 釣りバカ日誌18 ハマちゃんスーさん瀬戸の約束               | Free and Easy 18                                    | Хама-тян                             |                                                                   |           |
| 2007 |                                                        | 自虐の詩                                                  | Happily Ever After                                  | отец Юкиэ                            |                                                                   |           |
| 2008 |                                                        | 陰日向に咲く                                              | Flowers in the Shadow                               | Мозес                                |                                                                   |           |
| 2008 | Суши girl                                              | The Ramen Girl                                            | The Ramen Girl                                      | Маэдзуми-«сенсей»                    |                                                                   |           |
| 2008 |                                                        | 相棒 -劇場版- 絶体絶命! 42.195km 東京ビッグシティマラソン | Aibo the Movie                                      | Ёсинобу Кисахара                     |                                                                   |           |
| 2008 |                                                        | 丘を越えて                                                |                                                     | Кикути Кан                           |                                                                   |           |
| 2008 |                                                        | The Magic Hour                                            | The Magic Hour                                      | Косукэ Тэсио                         |                                                                   |           |
| 2008 |                                                        | 釣りバカ日誌19 ようこそ!鈴木建設御一行様                  |                                                     | Хама-тян                             |                                                                   |           |
| 2009 |                                                        | 旭山動物園物語 ペンギンが空をとぶ                         | Asahiyama Zoo Story: Penguins in the Sky            | Такидзава, директор зоопарка         |                                                                   |           |
| 2009 |                                                        | 火天の城                                                  | Castle Under Fiery Skies                            | Окабэ Матаэмон                       |                                                                   |           |
| 2009 |                                                        | 釣りバカ日誌20 ファイナル                                 | Free and Easy 20                                    | Хама-тян                             |                                                                   |           |
| 2010 | 2199: Космическая одиссея / Космический линкор «Ямато» | SPACE BATTLESHIP ヤマト                                   | Space Battleship Yamato                             | главный инженер Хикодзаэмон Токугава |                                                                   |           |
| 2011 |                                                        | 星守る犬                                                  | Star Watching Dog                                   | «папа»                               |                                                                   |           |
| 2011 | Письмо для Момо                                        | ももへの手紙                                              | A Letter to Momo                                    | Ива (голос)                          |                                                                   |           |
| 2011 |                                                        | 探偵はBARにいる                                           | The Detective Is in the Bar                         | Тосио Кирисима                       | Кинопремия Nikkan Sports за лучшую мужскую роль второго плана     | Победа    |
| 2011 |                                                        | はやぶさ/HAYABUSA                                         |                                                     | Ясухиро Матоба                       | Кинопремия Nikkan Sports за лучшую мужскую роль второго плана     | Победа    |
| 2011 |                                                        | ステキな金縛り                                            | A Ghost of a Chance                                 | самурай Сарасина Рокубэй             | Кинопремия Nikkan Sports за лучшую мужскую роль второго плана     | Победа    |
| 2012 |                                                        | 遺体 明日への十日間                                       | Reunion                                             | Айба                                 |                                                                   |           |
| 2012 | Полный беспредел                                       | アウトレイジ ビヨンド                                     | Beyond Outrage                                      | Нисино                               |                                                                   |           |
| 2012 | Император                                              | 終戦のエンペラー / Emperor                                | 終戦のエンペラー / Emperor                          | генерал Кадзима                      |                                                                   |           |
| 2012 |                                                        | 大奥〜永遠〜［右衛門佐・綱吉篇］                          | The Castle of Crossed Destinies                     | Кэй Сёин                             |                                                                   |           |
| 2012 |                                                        | 黄金を抱いて翔べ                                          | Fly with the Gold                                   | Дзи-тян (Дзюндзо Сайто)              |                                                                   |           |
| 2013 |                                                        | 清須会議                                                  | The Kiyosu Conference                               | Сарасина Рокубэй                     |                                                                   |           |
| 2013 |                                                        | 武士の献立                                                | A Tale of Samurai Cooking                           | Фунаки Дэннай                        |                                                                   |           |
| 2013 |                                                        | あさひるばん                                              |                                                     | Райдзо Сакамото                      |                                                                   |           |
| 2015 | Маэстро!                                               | Maestro!                                                  | Maestro!                                            | Тэцусабуро Тэндо                     |                                                                   |           |
| 2015 |                                                        | Love & Peace                                              | Love & Peace                                        | старик                               |                                                                   |           |
| 2015 |                                                        | ギャラクシー街道                                          | Galaxy Turnpike                                     | доктор Домото                        |                                                                   |           |
| 2017 | Последний беспредел                                    | アウトレイジ 最終章                                       | Outrage Coda                                        | Нисино                               |                                                                   |           |
| 2017 |                                                        | ナミヤ雑貨店の奇蹟                                        | Miracles of the Namiya General Store                | Юдзи Намия                           |                                                                   |           |

Помимо номинаций и премий за конкретные работы, в 2010 году исполнение Тосиюки Нисидой и Рэнтаро Микуни главных персонажей популярной киносерии Tsuribaka Nisshi в течение более чем 20 лет было отмечено спецпремией Премии Японской киноакадемии.

### Театральные работы
- 1970 — 情痴 (молодёжный театр театральной компании Seinenza[англ.])
- 1970 — どらまないと / «Ночь драмы» (молодёжный театр)
- 1971 — 抱擁家族 (молодёжный театр)
- 1971—1972 — 写楽考 (театры «Хайюдза»[яп.] и «Кинокуния-холл»[яп.])
- 1971 — 悲喜劇おんな系図 （молодёжный театр）
- 1973 — 明治の柩 (Кинокуния-холл)
- 1973 — 神々の死 / «Гибель богов» (Кинокуния-холл)
- 1975 — 私はルヴィ / «Меня зовут Руви» （Хайюдза）
- 1977 — 写楽考 (Кинокуния-холл) — исполнение роли было удостоено театральной премии «Кинокуния»[яп.][22]
- 1978 — セチュアンの善人 / «Добрый человек из Сычуани» (Кинокуния-холл)
- 1979 — 盟三五大切 （Малый театр Национального театра Японии）
- 1979 — 欲望という名の電車 / «Трамвай «Желание»» (Кинокуния-холл)
- 1981 — 冒険ダン吉の冒険 / «Похождения Данкити Бокэна» (Кинокуния-холл)
- 1982 — 江戸のろくでなし / «Негодяй из Эдо» (театр «Саншайн»[яп.])
- 1985 — 弥次喜多 / «Ядзи и Кита» (Саншайн)
- 1990 — からゆきさん / «Караюки-сан» (Саншайн)
- 1994—2001 — 屋根の上のヴァイオリン弾き / «Скрипач на крыше» — Тевье-молочник (Императорский театр, Umeda Arts Theater[англ.])
- 1995 — つくづく赤い風車 — Исса Кобаяси (池袋西口テント劇場)
- 1999 — リセット (Кинокуния-холл)

### Музыкальные работы
Помимо актёрской работы, Нисида известен как певец и был, в числе прочего, четыре раза удостоен участия в конкурсной программе престижного новогоднего музыкального конкурса «Кохаку ута гассэн»:
| № участия | Выпуск конкурса (год) и порядковый номер выступления в составе мужской команды | Соперница в женской команде | Конкурсная песня                                                     | Сверх прямого участия в конкурсе                                                   |
| --------- | ------------------------------------------------------------------------------ | --------------------------- | -------------------------------------------------------------------- | ---------------------------------------------------------------------------------- |
| 1         | 32-й (1981), № 12/22                                                           | Икуэ Сакакибара             | もしもピアノが弾けたなら (яп.) / Если бы я умел играть на фортепьяно | Исполнил песню 昭和枯れすゝき (яп.) дуэтом с членом женской команды Сатико Кобаяси |
| 2         | 33-й (1982), № 14/22                                                           | Румико Коянаги              | ああ上野駅 / О, станция Уэно                                         | Исполнил песню 船頭小唄 (яп.) («Песенка моряка») дуэтом с Сатико Кобаяси           |
| 3         | 41-й (1990), № 14/29                                                           | Мина Аоэ                    | もしもピアノが弾けたなら (повторно)                                  | Ведущий конкурса от мужской команды                                                |
| 4         | 62-й (2011), № 17/25                                                           | Сатико Кобаяси              | あの街に生まれて / Я родился в этом городе                           |                                                                                    |

## Государственные награды
- Медаль с пурпурной лентой (2008)